# Mauna Kahalawai
Le Mauna Kahalawai est un volcan éteint des États-Unis situé dans l'archipel et État d'Hawaï, sur l'île de Maui où il forme la péninsule occidentale.